# Toccata

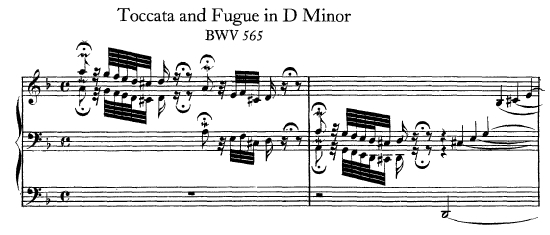
Openingsmaten van de beroemde Toccata BWV 565 van Bach

De toccata (van het Italiaanse woord toccare: "aanraken") is een virtuoze, fantasie-achtige instrumentale compositie zonder vaste vorm. De bekendste toccata's komen uit de orgelliteratuur, en ontstonden in de vroege Barok. Met een toccata konden musici doorgaans ook de mogelijkheden van een instrument uitproberen, omdat veel toccata's van de extremen in dynamiek, snelheid en ambitus van het instrument gebruikmaakten.
Tot in de 18e eeuw werd met deze naam de baspartij in een compositie voor trompetten aangeduid. Sinds de 19e eeuw wordt er een virtuoos pianostuk mee bedoeld dat lijkt op een perpetuum mobile.
Enkele voorbeelden:
- Toccata BWV 565 van Johann Sebastian Bach voor orgel
- Toccata uit de Suite Gothique van Léon Boëllmann voor orgel
- Toccata uit de 5e orgelsymfonie van Charles–Marie Widor voor orgel
- Toccata van Arnold Bax voor piano
- Toccata van Johan Kvandal.
- Toccata deel 3 uit eerste suite uit 1905 van William Ralph Driffill
- Toccata uit Concertino en Sol van Jeanne Lemaire Sindorff voor piano 1961.